# Vincent Vergauwen
Vincent Vergauwen (Leuven, 3 april 1989) is een Belgische voetballer die uitkomt voor KV Woluwe Zaventem, dat hem leent van Oud-Heverlee Leuven.
Vergauwen scoorde voor de beloften van OHL 24 goals in negentien wedstrijden. Na de winterstop, tegen KFC VW Hamme, speelde hij voor het eerst een officiële wedstrijd voor de eerste ploeg van OH Leuven. Vergauwen kreeg in het voorjaar van 2009 een tweejarig contract. In een oefenpartij tegen CS Visé bekroonde hij zijn eerste basisplaats bij OHL met een doelpunt.

## Statistieken

### Competitie
| seizoen    | club                | land   | competitie    | wed. | basis | goals |
| ---------- | ------------------- | ------ | ------------- | ---- | ----- | ----- |
| 2008/09    | Oud-Heverlee Leuven | België | Tweede klasse | 5    | 0     | 0     |
| Bijgewerkt | 20-05-09            |        |               |      |       |       |

### Beker
| seizoen    | club                | land   | competitie       | wed. | basis | goals |
| ---------- | ------------------- | ------ | ---------------- | ---- | ----- | ----- |
| 2008/09    | Oud-Heverlee Leuven | België | Beker van België | 0    | 0     | 0     |
| Bijgewerkt | 20-05-09            |        |                  |      |       |       |

### Vriendschappelijk
| seizoen    | club                | land   | competitie        | wed. | basis | goals |
| ---------- | ------------------- | ------ | ----------------- | ---- | ----- | ----- |
| 2008/09    | Oud-Heverlee Leuven | België | Vriendschappelijk | 4    | 2     | 2     |
| Bijgewerkt | 05-08-09            |        |                   |      |       |       |